# Henrique Boiteux
Henrique Adolfo Boiteux (Tijucas, 17 de setembro de 1862 — Rio de Janeiro, 29 de abril de 1945) foi um militar, historiador, escritor e político brasileiro.

## Vida
Filho do comerciante Henrique Carlos Boiteux e Maria Carolina Jacques Boiteux, irmão de José Arthur Boiteux e Lucas Alexandre Boiteux.
Matriculado no Colégio Naval, terminou o curso como guarda-marinha, em 1883. Realizou duas viagens de circunavegação com o cruzador Almirante Barroso, de 1880 a 1890 e de 1892 a 1893.

## Carreira
Foi deputado à Assembleia Constituinte e Assembleia Legislativa de Santa Catarina na 1ª legislatura (1891 — 1893).
Com a dissolução da Assembleia retornou à carreira militar, comandando o torpedeiro Sabino Vieira durante a Revolta da Armada, participando do combate na baía norte da Ilha de Santa Catarina, em 16 de abril de 1894.
Foi reformado no posto de almirante, em 1921. Desde então dedicou-se a trabalhos de investigação histórica. Foi membro da Academia Catarinense de Letras e do Instituto Histórico e Geográfico de Santa Catarina. Sócio-correspondente do Instituto Histórico e Geográfico do Espírito Santo.
Henrique foi responsável pela criação do brasão de armas do Estado de Santa Catarina.  Estabelecido pela lei nº 126 de 15 de agosto de 1895, juntamente com a adoção da bandeira atual.

## Publicações selecionadas
- Santa Catarina na Marinha
- Santa Catarina no Exército
- Os Nossos Almirantes
- Santa Catarina na Igreja
- Santa Catarina nas Belas Artes: Sebastião Vieira Fernandes
- O Almirante Tamandaré, um Indígete Brasiliense
- A República Catharinense. Notas para a sua história
- Anita Garibaldi, a heroína brasileira
- Madeiras de Construção de Santa Catarina